# Defreggerhaus
Das Defreggerhaus ist eine Schutzhütte des Österreichischen Touristenklubs am Großvenediger in Tirol. Sie liegt westlich des Äußeren Mullwitzkees.

## Geschichte
Das Defreggerhaus besteht seit 1887 und wurde 1925 neu erbaut. Benannt ist es nach dem Tiroler Maler Franz von Defregger. Im Jahr 2022 blieb das Defreggerhaus geschlossen, da es Probleme mit der Statik der auf Permafrost errichteten Materialseilbahn gab. Seit Juli 2023 ist das Haus mit einem neuen Pächter wieder geöffnet.

## Aufstieg
Von der Johannishütte aus dem Hinterbichler Dorfertal in 2,5 Stunden.

## Übergänge
- zur Eisseehütte (2520 m) in 2,5 Stunden
- zur Neuen Prager Hütte (2796 m) 3,75 Std.
- zur Kürsingerhütte (2562 m) in 6,5 Std.
- zur Badener Hütte (2608 m)
- zur Bonn-Matreier Hütte (2750 m) in 6,0 Std
- zur Johannishütte (2121 m) in 2,0 Std.
- Sajathütte (2600 m) 3,25 Std.[2]

## Tourenziele
- Aufstieg auf den Großvenediger (3657 m), 3 Stunden
- Weißspitze (3300 m), 2 Stunden
- Hohes Aderl (3506 m)
- Rainerhorn (3559 m)
- Hoher Zaun (3451 m)
- Schwarze Wand (3511 m)

## Bilder

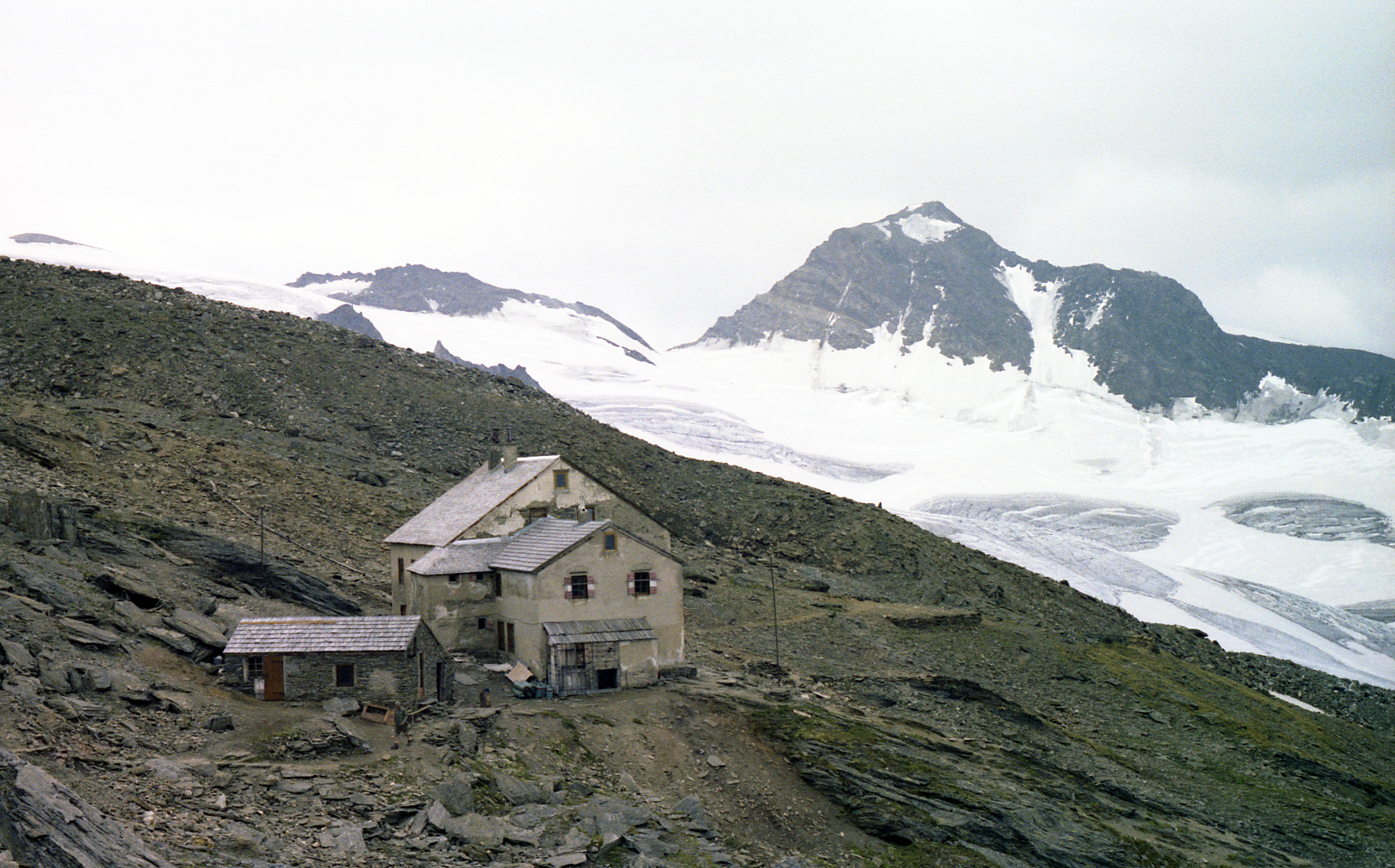
Defreggerhaus (1980) mit Blick auf Weißspitze (3300 m), davor Zettalunitzkees
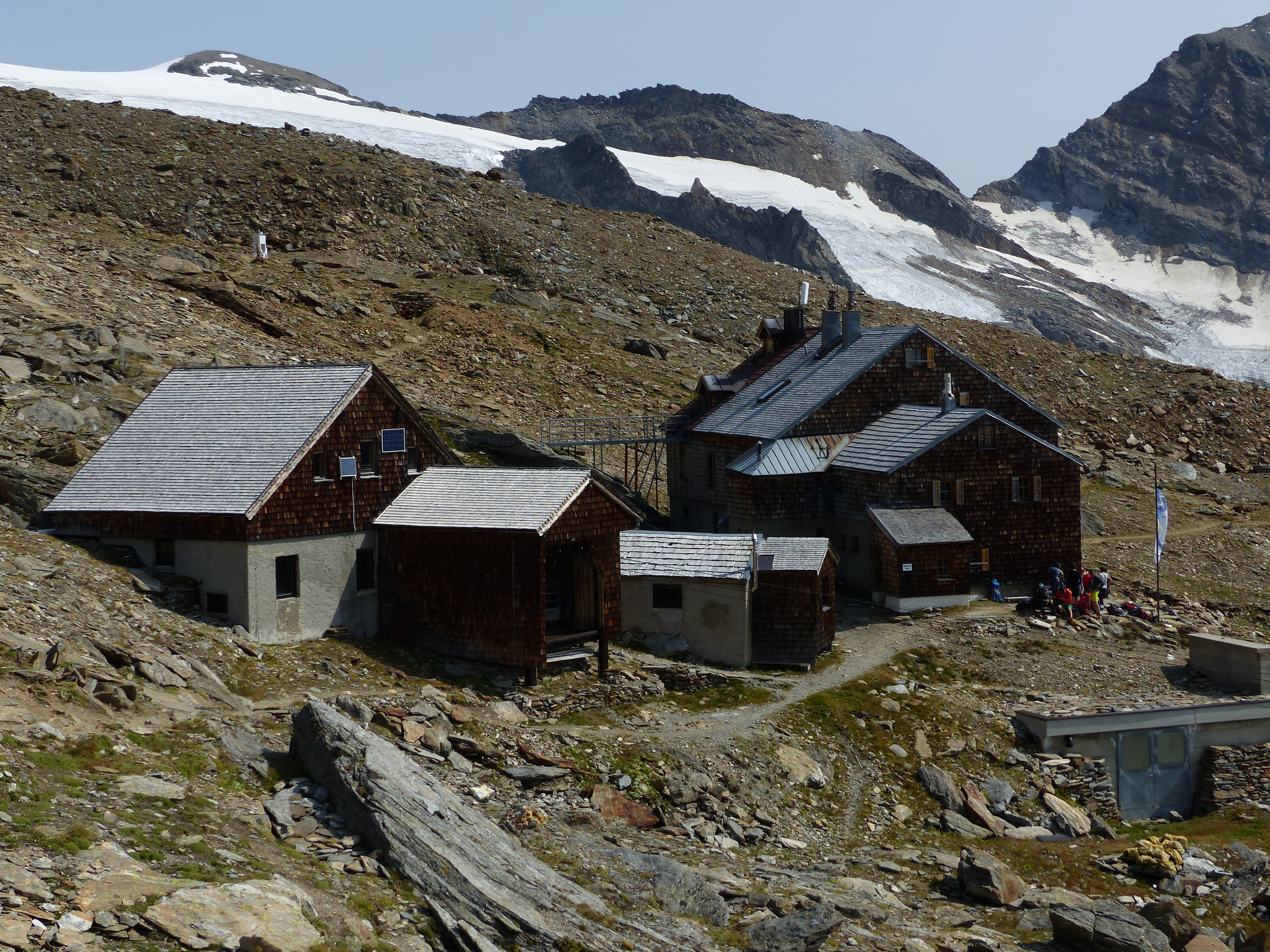
Defreggerhaus (2020)
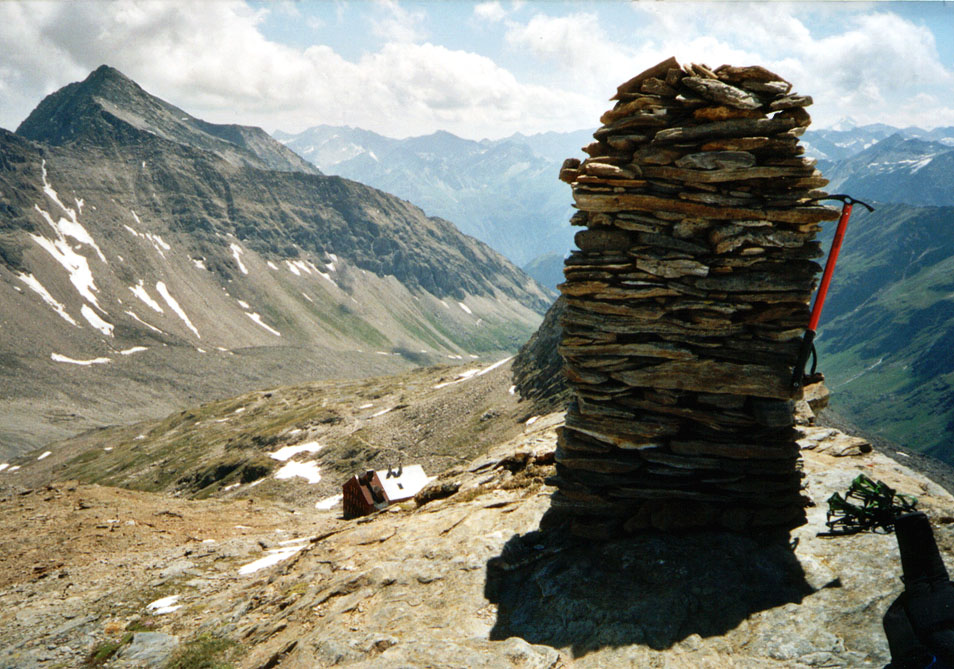
Blick von 3035 m (Mullwitzaderl) auf das Defreggerhaus (links oben: Zopetspitze, 3198 m)
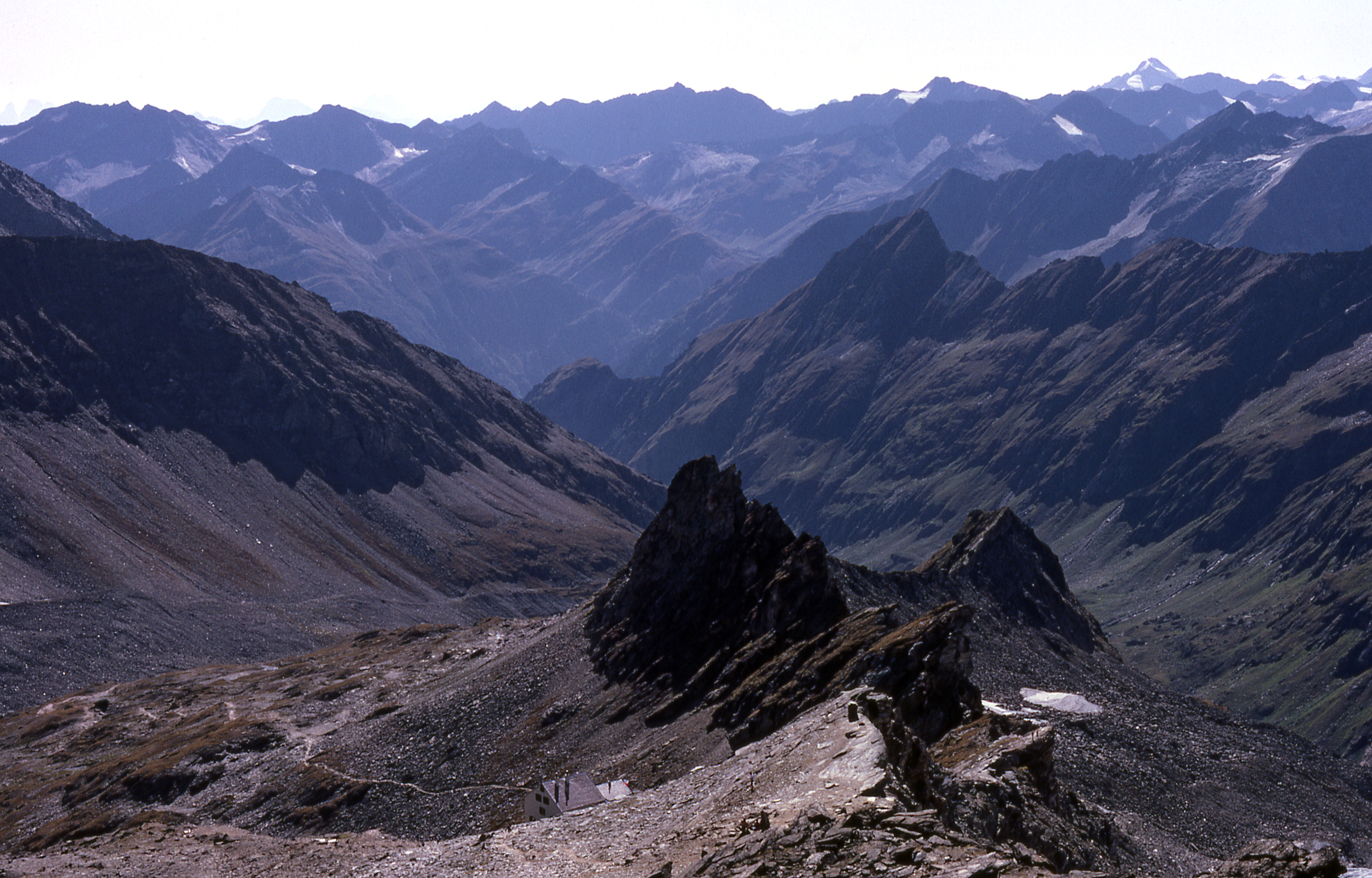
Blick vom Mullwitzaderl auf das Defreggerhaus. In der Ferne: Hochgall (3436 m), Südtirol

## Karten
- Alpenvereinskarte 36 Venedigergruppe (1:25.000)